# Хмельницька Олена Олександрівна
Олена Олександрівна Хмельницька  (рос. Елена Александровна Хмельницкая), також відома як Альона Хмельницька  (рос. Алёна Хмельницкая; нар. 12 січня 1971, Москва) — радянська і російська акторка та телеведуча.

## Життєпис
Народилася 12 січня 1971 в артистичній сім'ї: батьки — артисти балету.
Закінчила Школу-студію МХАТу (1992, майстерня І. М. Тарханова).
1990—1994 роки — актриса Московського театру «Ленком».
У кіно дебютувала у 12-річному віці, зігравши внучку у фільмі-концерті режисера О. Бєлінського «Карамболіна-карамболетта» (1983).
Зіграла понад сорок різнопланових ролей у кіно і телесеріалах, зокрема: «Арбітр» (1992, Анна), «Президент і його внучка» (1999, Аліса), «Різдвяна містерія» (2000, Анна), «Радості і печалі маленького лорда» (2003, Мінна), «Ундіна» та «Ундіна-2» (2003—2004, Тетяна), «Конвалія срібляста» (2004, Ірма), «Заєць над безоднею» (2006, Рада Волшанінова), «Три напівграції» (2006, Аліса Вітольдівна), «Оплачено смертю» (2007), «Міраж» (2008, Лера) та ін., а також в українських фільмах: «Серця трьох» (1992) і «Серця трьох — 2» (1993, Леонсія).
Перший чоловік (1993—2014)  — російський кінорежисер, актор і сценарист Тигран Кеосаян.

## Громадянська позиція
Фігурантка бази даних сайту «Миротворець» (свідоме порушення Державного кордону України з метою поїздки в анексований РФ Крим, незаконна діяльність в Криму).